# نواب القروض
نواب القروض، هم نواب في مجلس الشعب المصري استغلوا منصبهم في الحصول على قروض مالية قيمتها 892 مليون جنيه بدون ضمانات بنكية.

## نواب القروض
- توفيق عبده إسماعيل
- إحسان دياب ( والد النائب أحمد دياب ) نائب حزب مستقبل وطن
- محمود عزام (وزوجته علية العيوطي)
- خالد محمود
- ابراهيم عجلان (وشقيقه ياسين عجلان)

## القضية
في عام 1997، اتهم بعض العاملين في البنوك وعلى رأسهم علية العيوطي الهاربة في باريس وتوفيق عبده إسماعيل عضو البرلمان السابق والرئيس السابق لبنك الدقهلية، بأنهم منحوا بعض العملاء من نواب البرلمان وغيرهم قروضاً وتسهيلات بالمخالفة للأصول والأعراف المصرفية، مما ألحق ضرراً بعدد من البنوك وهي بنك النيل وبنك المهندس وقناة السويس وبنك فيصل الاسلامي وبنك الدقهلية.
ومن أشهر المقترضين محمود عزام نائب البرلمان وزوج علية العيوطي وإبراهيم عجلان وشقيقه ياسين عجلان وخالد محمود نائب البرلمان وآخرون.
بدأت محاكمة نواب القروض في عام 1997، وأحيل المتهمون إلى محكمة أمن الدولة بعد أن وجهت إليهم اتهامات استغلال خمسة بنوك للحصول على قروض من دون ضمانات قيمتها 892 مليون جنيه مصري (192 مليون دولار). وصدرت أحكام سابقة بالسجن على المتهمين إلا أنه تقرر 2001 إعادة محاكمتهم أمام دائرة جديدة في المحكمة نفسها. وأمرت محكمة أمن الدولة المتهمين بإعادة الأموال وفرضت عليهم غرامات تصل إلى نفس حجم الأموال التي حصلوا عليها.